# Оборона монастыря Мега-Спилео
Оборона монастыря Мега Спилео (греч. Μάχη στο Μέγα Σπήλαιο) — один из эпизодов освободительной войны Греции. Сражение состоялось 24 июня 1827 года между османскими войсками и греческими повстанцами и монахами. Эпизод является предметом гордости Элладской православной церкви и часто именутся в историографии как «монашеская война» (Καλογερικός πόλεμος).

## Предыстория
Монахи монастыря Мега Спилео на Пелопоннесе были вовлечены в деятельность греческой революционной организации Филики Этерия. Монастырь стал одним из центров подготовки восстания.
С началом восстания, многие монахи монастыря приняли непосредственное участие в военных действиях: в сражении при Левиди 14 апреля 1821 года (см. Осада Триполицы) и в уничтожении остатков армии Драмали-паши в сражении при Акрате 7—19 января 1823 года.
Сам монастырь стал базой стратегического значения для восставших. Кроме этого, в монастыре нашли убежище тысячи беженцев, включая более 500 знатных семей Пелопоннеса.
Будучи не в силах справиться с восстанием и через 3 года после его начала, султан призвал на помощь своего египетского вассала, пообещав ему Пелопоннес. Организованная европейцами, египетская армия, под командованием Ибрагима-паши, высадилась на Пелопоннесе в 1824 году.
Зная о стратегическом значении монастыря, Ибрагим безуспешно пытался угрозами вынудить монахов к сдаче. Ибрагим предпринял разведку боем в декабре 1825 года и в мае 1826 года, но в обоих случаях не решился брать монастырь приступом:Γ-257.

## Поход 1827 года
Ибрагим продолжил тактику «выжженой земли», требуя от населения признания покорности. Его политика имела некоторый успех, после того как о своей покорности заявил военачальник Ненекос, который стал содействовать Ибрагиму:Γ-379.
В ответ на это Колокотронис, Теодорос, негласный вождь повстанцев Пелопоннеса, именуемый «Дедом Мореи» провозгласил клич «Топор и огонь покорившимся». Весной 1827 года Ибрагим, возглавляя 15.000 своих солдат, 3.000 турок из гарнизона крепости Патр, под командованием Дели-Ахмеда, и 2.000 человек Ненекоса, выступил из Патр к Мега Спилео.
На полпути, армия Ибрагима разбила лагерь в Ливади. Ибрагим, совершая прогулку со своим адъютантом, заблудился в лесу и вышел на Ненекоса и его людей. Ибрагим отдохнул (спал) несколько часов в гостях у Ненекоса, после чего тот отвёл его в османский лагерь. Когда Колокотронис узнал о том, что Ибрагим был в «греческих» руках и не был пленён, он пришёл в ярость. Он «откровенно поклялся Великому богу эллинов, что желает смерти Ненекоса и готов убить его своими руками. Подобное, странное, заявление впервые вышло из уст Колокотрониса»:Γ-380.
Колокотронис написал приказ Афанасию Саясу, разрешающий тому убить Ненекоса, любым возможным способом. Колокотронис встал перед иконой Богородицы «на коленях, трижды перекрестился и испросил у Богородицы разрешение, после чего подписал приказ, заявляя что он это делает ради Отечества и что он убивает не христианина, а турка». Через несколько месяцев, в начале 1828 года, Саяс нашёл момент, чтобы «разделаться с предателем»:Γ-381.
Ибрагим подошёл к монастырю и разбил лагерь в Салмена. Монахи запросили помощь у Колокотрониса, который выслал им подкрепление, во главе со своим адъютантом и секретарём,Фотакосом.

## Фортификации
Монахи и прихожане начали строить укрепления ещё с предыдущего, 1826, года после второго разведывательного налёта Ибрагима. Была построена башня к северу от монастыря. Две башни были построены на вершине скалы, на маленьком расстоянии одна от другой. Самая южная из башен была многоэтажной, располагала цистерной воды и при ней была построена часовня Вознесения. Монастырь располагал всего двумя пушками: одна была расположена на вершине скалы, а вторая к северу от монастыря. Вокруг монастыря были вырыты многочисленные окопы.
Окопы были вырыты в двух важных для обороны монастыря секторах: в 500 метрах северо-западнее монастыря и на холме Праздник Богородицы, у реки Вурайкос и в 600 метрах западнее монастыря. Перед фасадом монастыря была выстроена стенка длиной в 60 метров.

## Оборона монастыря

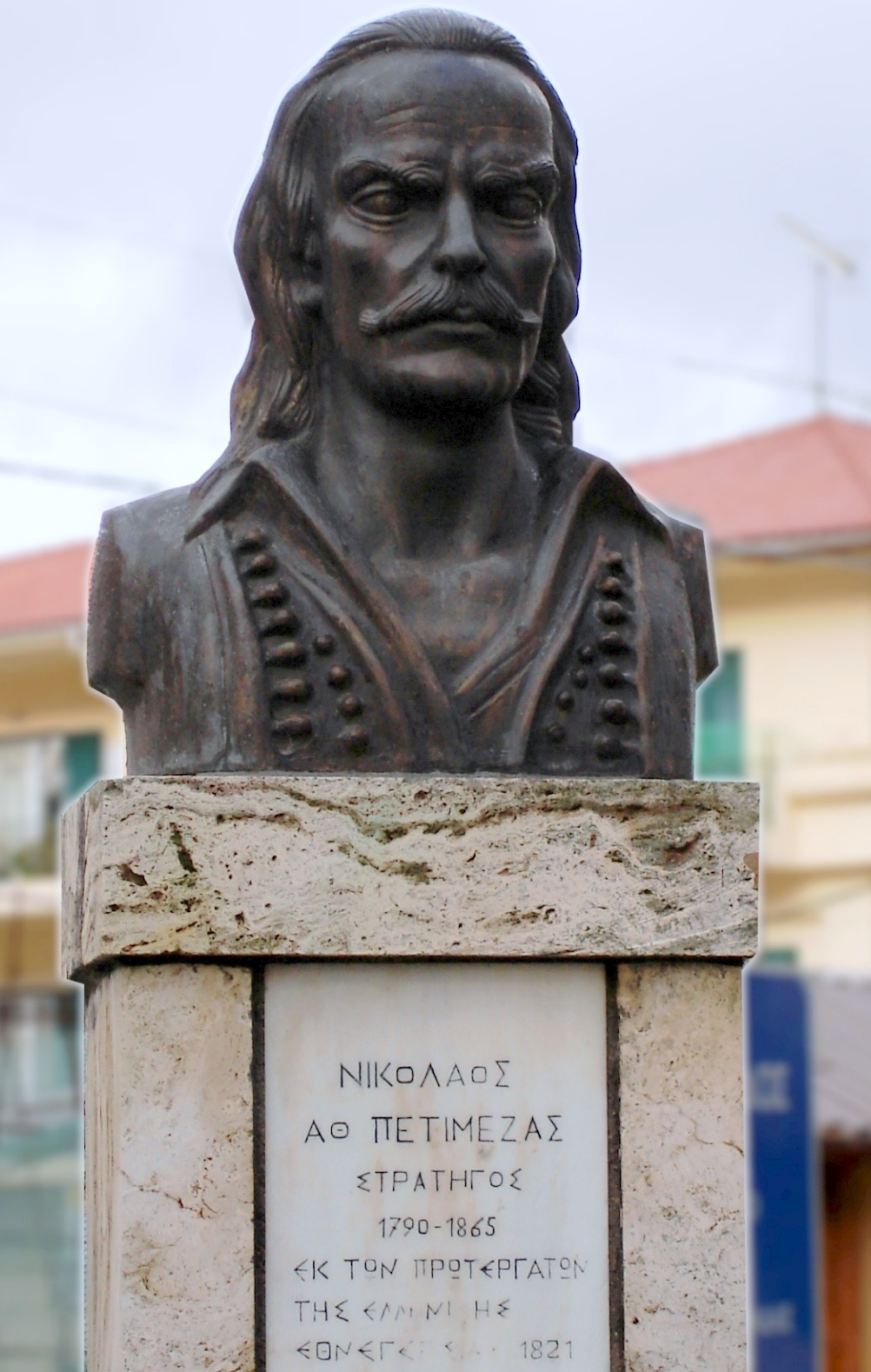
Бюст Николаоса Петимезаса в Калаврита

19 июня Ибрагим написал письмо монахам монастыря с требованием покориться. Монахи ответили, что «поскольку они ушли от мира сего и считают себя не существующими в этой жизни, они не боятся смерти». Получив ответ, Ибрагим решил взять монастырь приступом. Монастырь защищали 600 бойцов Н.Петимезаса и 100 бойцов Фотакоса.
23 июня Ибрагим послал 3.000 своих солдат занять горы за монастырём. 12.000 солдат он расположил юго-восточнее монастыря, на позиции именуемой Псило́с Ставро́с (Высокий Крест). Ненекос, со своими силами, расположился к северо востоку от монастыря.
Утром 24 июня, на виду защитников монастыря, турки и люди Ненекоса гнали по ущелью под монастырём пленных женщин и детей. «Пленные шли вперемежку с, захваченным турками скотом, и представляли картину стада», писал Фотакос. В этот момент, возмущённый монах заявил Фотакосу, что им, бойцам, следует стыдиться того, что они допустили, чтобы турки «тащили в рабство наших женщин». Почти сразу, из монастыря выступила сотня вооружённых монахов, во главе с проигуменом Герасимом. Монахи сменили рясы на греческую фустанеллу и «распустили свои длинные волосы». Проходя мимо позиций бойцов, монахи заявили: «Смотрите как мы будем драться». Фотакос пишет, что «мы покраснели от стыда и немедленно выступили за свои позиции». Турки и люди Ненекоса заняли оборону, но не смогли отразить атаку монахов и бойцов. Фотакос признаёт, что монахи убили больше турок, нежели бойцы, «почти в два раза» и добавляет «турки почувствовали, что такое монашеская война».
500 турецких всадников атаковали холм Праздник Богородицы. Защитники холма отразили атаку, не в последнюю очередь, благодаря огневой поддержке одной единственной пушки, стрелявшей из монастыря.
Всадники были вынуждены прекратить атаку, ожидая генеральной атаки Ибрагима.
Но атака не состоялась и кавалерия отступила с потерями. Неудача постигла также османские силы атаковавшие часовню Всех Святых юго-восточнее монастыря. Сопротивление защитников часовни вынудило осман отступить.
В другом секторе боя, на позиции Высокий крест, и несмотря на гибель командира её защитников, Андреаса Сарделианоса, повстанцы не только отразили атаку осман, но и сами контратаковали.
Османы потеряли более 300 человек убитыми и раненными В довершение османские силы подверглись атаке маленького отряда, оставленного в тылу Н.Петмезасом. Опасаясь подхода сил Колокотрониса, Ибрагим решил не испытывать судьбу в узкой теснине и не повторять участи Драмали-паши.
Ибрагим ушёл от монастыря в очередной раз, оставив его взятие на будущее.
Дели-Ахмед и Ненекос ушли в Патры. Ибрагим вернулся в Триполицу, сжигая сёла на своём пути:Γ-382.

## Эпилог
Другого случая для взятия Мега Спилео Ибрагиму не предоставилось. После уничтожения турецко-египетского флота в октябре 1827 года при Наварине, Ибрагим лишился возможности получать подкрепления и потерял инициативу действий.
Монастырь остался в греческих руках до конца войны. Через год после того как Иоанн Каподистрия принял правление, ещё сражающейся, Грецией, он праздновал Воскресение Христово в апреле 1829 года в монастыре, вместе с монахами и прихожанами:Δ-117.